# (5148) Giordano
(5148) Giordano (5557 P-L) – planetoida z pasa głównego asteroid okrążająca Słońce w ciągu 5,53 lat w średniej odległości 3,13 j.a. Odkryta 17 października 1960 roku.